# Mastören
Mastören är en ö i Finland. Den ligger i Norra kvarken och i kommunen Vasa i den ekonomiska regionen  Vasa i landskapet Österbotten, i den västra delen av landet. Ön ligger omkring 12 kilometer väster om Vasa och omkring 380 kilometer nordväst om Helsingfors.
Öns area är 15,7 hektar och dess största längd är 0,7 kilometer i nord-sydlig riktning.